# ویلانوا د لا ورا
ویلانوا د لا ورا (به اسپانیایی: Villanueva de la Vera) یک منطقهٔ مسکونی در اسپانیا است که در استان کاسرس واقع شده‌است. ویلانوا د لا ورا ۱۳۲ کیلومتر مربع مساحت دارد ۴۹۸ متر بالاتر از سطح دریا واقع شده‌است.